# Шандибін Гліб Якович
Шандибін Гліб Якович (1912—1990) — радянський і український організатор кіновиробництва. Нагороджений орденом «Знак Пошани», медалями та значком «Відмінник кінематографії СРСР».

## Життєпис
Народився 30 липня 1912 р. у м. Старобільську (нині Луганської обл.) в дворянській родині. 
Закінчив Харківський хіміко-технологічний технікум (1930). 
Перебував на адміністративній роботі на «Мосфільмі», «Білорусьфільмі» тощо.
Був директором картини, заступником директора Київської кіностудії ім. О. П. Довженка.
Був членом Спілки кінематографістів УРСР. 
Помер 3 червня 1990 р. в Києві.
Дочка: Шандибіна Катерина Глібівна (*1947) — український редактор, сценарист.

## Фільмографія
Працював у фільмах:
- «Черевички»
- «Сьогодні — кожного дня»
- «Ракети не повинні злетіти» (1964) та ін.